# Liste der Monuments historiques in Béhéricourt
Die Liste der Monuments historiques in Béhéricourt führt die Monuments historiques in der französischen Gemeinde Béhéricourt auf.

## Liste der Bauwerke
| Bezeichnung | Beschreibung              | Standort | Kennzeichnung | Schutzstatus | Datum | Bild           |
| ----------- | ------------------------- | -------- | ------------- | ------------ | ----- | -------------- |
| Schloss     | Erbaut im 14. Jahrhundert | (Lage)   | PA00114519    | Inscrit      | 1988  | weitere Bilder |